# Golpe de Estado (banda)
Golpe de Estado é uma banda de hard rock brasileira formada em 1985.

## História
No final de 1985, em São Paulo, Nélson Brito (baixo) e Paulo Zinner (bateria) tocavam no Fickle-Pickle, onde posteriormente entrou – e saiu rapidamente – o vocalista Catalau. Este projeto não durou muito, e o trio somente se reuniu novamente quando encontraram o guitarrista Hélcio Aguirra, integrante do Harppia.
Com o entrosamento entre seus músicos, Hélcio passa a se dedicar somente ao Golpe de Estado. Em menos de um ano já tocavam pelos teatros e bares de sua cidade realizaram um primeiro registro, feito por Luiz Calanca, do Baratos Afins.
Simplesmente batizado de Golpe de Estado, o disco chegou ao mercado em 1986 com certa diferença em sua concepção, pois era um vinil com um dos lados em rotação 33 rpm e o outro em 45. Com a confusão na hora de tocar o vinil, muitos ouvintes das rádios de São Paulo acabaram ouvindo "Olhos de Guerra" na rotação errada.[carece de fontes?]
Sem conseguir assinar com uma grande gravadora, partem para o segundo disco, novamente pelo Baratos Afins. Forçando a Barra sai em 1988 e contou com a participação da dupla Arnaldo Antunes e Branco Mello (Titãs) em "Onde Há Fumaça, Há Fogo".
Nem Polícia nem Bandido chega em 1989 pela gravadora Eldorado, e com este disco abriram para o Jethro Tull e Nazareth.
O próximo álbum, chamado Quarto Golpe, sai em 1991. Com este álbum, abrem para o Deep Purple.
Em 1994, lançam Zumbi, o primeiro álbum a ser lançado no formato CD, onde optaram por um caminho diferente do que haviam seguido até então; a faixa-título, por exemplo, teve sua letra escrita por Rita Lee, além de cantarem sua primeira canção em inglês, "Slow Down", juntamente com covers de "My Generation", do The Who e "Hino de Duran", de Chico Buarque. Com Zumbi também começam alguns problemas para o Golpe de Estado; a gravadora Eldorado se perdeu no planejamento, liberando apenas 2.000 CD's iniciais, que se esgotaram rapidamente.
No próximo álbum, o primeiro ao vivo (chamado Dez Anos ao Vivo), que saiu pela Paradoxx Music em 1996, o Golpe de Estado teve sua primeira mudança na formação, com a saída de Catalau. Problemas pessoais com drogas fizeram com que ele deixasse de cumprir seus compromissos profissionais, chegando a perder um show e a não comparecer no estúdio para gravar duas canções que também entrariam para neste disco. Quem assumiu o vocal foi Rogério Fernandes (Fickle Pickle e Eletric Funeral) nas canções "Todo Mundo Tem um Lado Bicho" e "Cada um Bate de um Jeito".
Durante o ano de 1999, com o retorno de Catalau à banda, fazem diversas apresentações em grandes festivais.[carece de fontes?] No ano seguinte quem assume de vez o microfone é Kiko Muller, que traz sua voz no álbum Pra Poder, de 2004, com produção musical assinada pela própria banda.
Em 2008 a canção "Real Valor" foi utilizada em um projeto social. A banda Porto Cinco2 idealizou um projeto social que levava o nome da faixa do Golpe de Estado, o Projeto Real Valor. A banda regravou a canção e disponibilizou para baixar na web a um valor em dinheiro, a exemplo de muitas bandas como U2 e Green Day. O projeto se estendeu por seis meses, e teve por objetivo arrecadar fundos para a CUFA (Central Única das Favelas). O projeto ainda foi apoiado por Catalau, ex-vocalista da banda e compositor da música.
Em março de 2010 entram na banda Dino Linardi e Roby Pontes, respectivamente nos lugares de Kiko Muller e Paulo Zinner. No mesmo ano a banda retoma o ritmo de shows e compõe o que viria a ser o novo disco inédito, Direto do Fronte. Em 2011, revigorada e em plena atividade a banda entra no famoso estúdio Mosh e grava o disco, que conta conta com a participação de Dinho Ouro Preto.
Em 2012, a banda realiza o lançamento pela gravadora Substancial Music e inicia a turnê de divulgação desde disco. Nos shows, além das inéditas, tocam canções dos anos 1980. No fim de 2012, a gravadora Substancial Music relança os álbuns Nem Polícia, Nem Bandido, Quarto Golpe e Zumbi em versões remasterizadas e com novo encarte.
Em 21 de janeiro de 2014, Helcio Aguirra, um dos integrantes fundadores da banda Golpe de Estado foi encontrado morto pela irmã em seu apartamento em São Paulo. O guitarrista faleceu enquanto dormia, aos 54 anos.
A banda encerrou suas atividades em 10 de junho de 2015, através de um comunicado feito pelo baixista Nélson Brito. O último show foi feito em 15 de janeiro.
Em janeiro do 2016 retomou as atividades com nova formação.
Em 2018, lançaram o DVD 30 Anos Ao Vivo, retratando a turnê de 30 anos, que rolou durante todo o ano de 2017. Neste DVD estão vários convidados especiais, dentre eles, Catalau e Andreas Kisser. Também foi lançado o álbum ao vivo deste mesmo show, gravado na antiga Clash Club.
Em março de 2022, a banda lança seu oitavo álbum, intitulado Caosmópolis, encerrando um hiato de 10 anos sem lançamentos de estúdio.

## Integrantes

### Formação atual
- João Luiz - voz
- Nélson Brito - baixo
- Roby Pontes - bateria
- Marcello Schevano - guitarra

### Ex-integrantes
- Helcio Aguirra
- Catalau
- Kiko Müller
- Paulo Zinner
- Dino Linardi
- Tadeu Dias
- Rogério Fernandes

## Discografia
- 1986: Golpe de Estado (Baratos Afins)
- 1988: Forçando a Barra (Baratos Afins)
- 1989: Nem Polícia Nem Bandido (Eldorado)
- 1991: Quarto Golpe (Eldorado)
- 1994: Zumbi (Eldorado)
- 1996: Dez Anos ao Vivo (Paradoxx Music)
- 2004: Pra Poder (Unimar Music)
- 2012: Direto do Fronte (Substancial Music)
- 2018: Ao Vivo 30 Anos (Voice Music)
- 2022: Caosmópolis (Orra Meu!)